# Darbonnay
Darbonnay település Franciaországban, Jura megyében. Lakosainak száma 81 fő (2022. január 1.). Darbonnay Bersaillin, Monay, Saint-Lamain, Saint-Lothain és Toulouse-le-Château községekkel határos.

## Népesség
A település népességének változása:
| Lakosok száma | 68   | 71   | 77   | 84   | 98   | 94   | 92   | 85   | 82   | 81   |
|               | 1968 | 1982 | 1990 | 2006 | 2013 | 2015 | 2017 | 2019 | 2020 | 2022 |